# Vojtech Tuka
Vojtech Lázar "Béla" Tuka (4 de julho de 1880 - 20 de agosto de 1946) foi um político eslovaco que serviu como primeiro-ministro e ministro das Relações Exteriores da Primeira República Eslovaca entre 1939 e 1945. Tuka foi uma das principais forças por trás da deportação de judeus eslovacos para campos de concentração nazistas na Polônia ocupada pelos alemães. Ele era o líder da ala radical do Partido Popular Eslovaco.

## Biografia
Tuka, às vezes referido pelo nome magiar Béla, nasceu em Hegybánya, no Condado de Hont do Reino da Hungria (hoje: Štiavnické Bane, Eslováquia). Ele estudou direito nas universidades de Budapeste, Berlim e Paris. Ele se tornou o professor mais jovem do Reino da Hungria, ensinando direito em Pécs e - de 1914 a 1919 - na Universidade Isabelina em Bratislava. Após a dissolução dessa universidade em 1919, trabalhou como editor em Bratislava.
Após a fundação da Tchecoslováquia no final de 1918, ele se juntou ao autonomista Partido Popular Eslovaco. O crescente sentimento separatista permitiria mais tarde a ascensão de Tuka ao poder. Em 1919, ele foi eleito para o Presidium do Partido Socialista Cristão Nacional como candidato da seção eslovaca.  Em 1923, fundou a organização Rodobrana ("Home Guard"), uma milícia armada. Tuka também foi deputado do parlamento da Checoslováquia.

### Alegações de espionagem e primeira sentença de prisão
Em 1º de janeiro de 1928, Tuka publicou um artigo intitulado "Vacuum Juris", alegando que havia um anexo suprimido à "Declaração de Martin" de 30 de outubro de 1918 (a versão eslovaca da declaração de independência da Tchecoslováquia de 18 de outubro de 1918) pela qual os representantes eslovacos ingressou oficialmente no recém-fundado estado da Tchecoslováquia. Esse anexo, segundo Tuka, afirmava que a declaração era, por acordo, válida por apenas dez anos; depois de 30 de outubro de 1928, afirmou ele, o mandado de Praga não funcionaria mais na Eslováquia. O governo de Praga acusou Tuka de espionagem e alta traição. Tuka foi considerado culpado e condenado a 15 anos de prisão; ele cumpriu cerca de dez anos dessa sentença.  

### A República Eslovaca e a ascensão de Tuka ao poder político

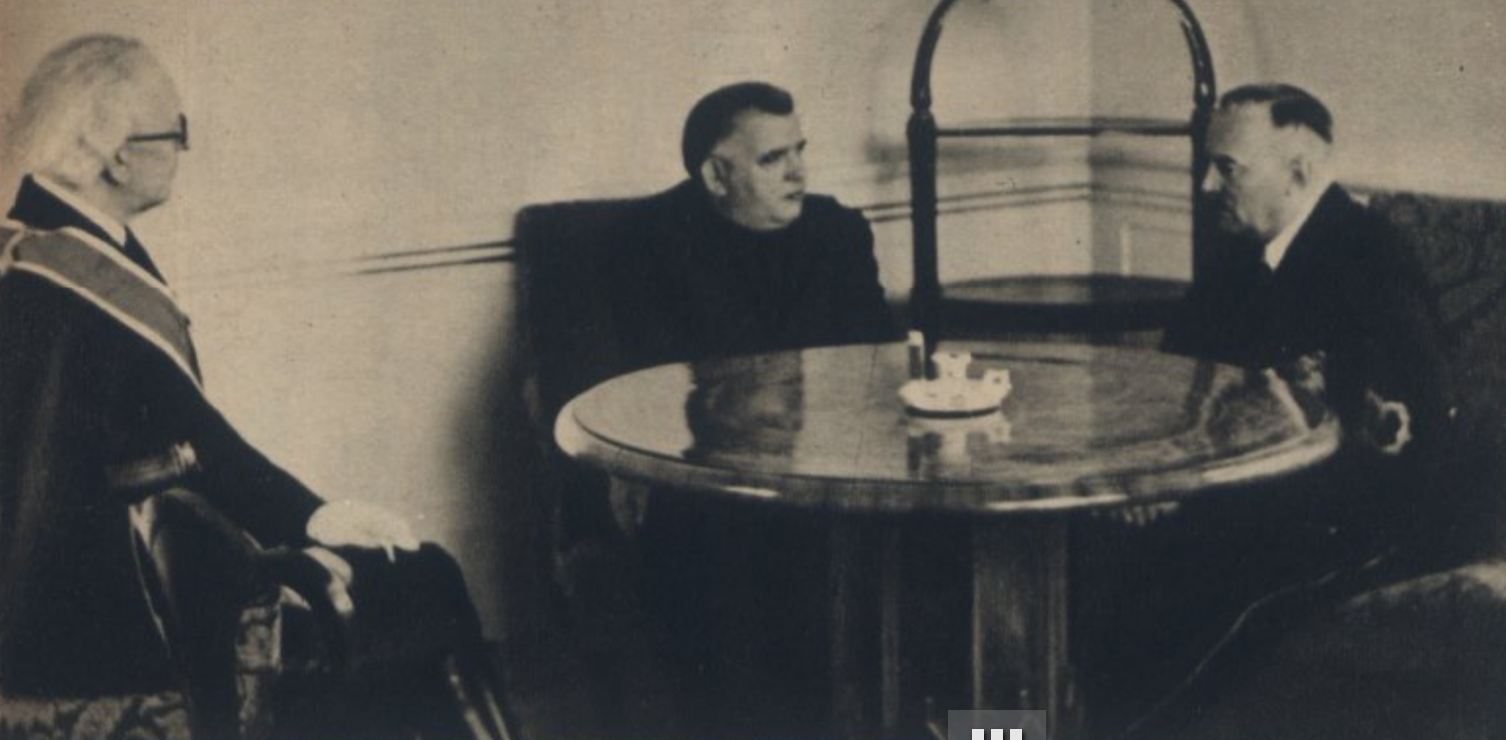
Manfred von Killinger encontra Tiso e Tuka em Bratislava, agosto de 1940

Em 9 de março de 1939, as tropas tchecas invadiram a Eslováquia em reação aos apelos radicais pela independência dos agitadores eslovacos (incluindo Tuka, que havia sido recentemente libertado da prisão). Em 13 de março, Adolf Hitler aproveitou esse "putsch de Homolov", levando Jozef Tiso - o ex-primeiro-ministro eslovaco e padre católico romano deposto pelas tropas tchecas - para declarar a independência da Eslováquia em 14 de março por um ato da Assembléia Eslovaca. A parte tcheca da Tchecoslováquia foi incorporada ao Terceiro Reich como um protetorado. Tiso tornou-se primeiro-ministro do novo estado eslovaco em 14 de março de 1939; ele foi escolhido como presidente em 26 de outubro de 1939 e imediatamente nomeou Tuka como primeiro-ministro. 
A Conferência de Salzburgo, concluída entre a Eslováquia e o Reich em Salzburgo, na Áustria, em 28 de julho de 1940, resultou em uma colaboração mais estreita com a Alemanha e em Tuka e outros líderes políticos aumentando seus poderes às custas do conceito original de Tiso de um estado corporativo católico. Tuka participou da conferência, assim como Hitler, Tiso, Joachim von Ribbentrop, Alexander Mach (chefe da Guarda Hlinka) e Franz Karmasin, chefe da minoria alemã local. O acordo exigia um comando duplo do Partido do Povo Eslovaco e da Guarda Hlinka (HSĽS), e também uma aceleração nas políticas antijudaicas da Eslováquia. O Reich nomeou o líder do Sturmabteilung, Manfred von Killinger, como representante alemão na Eslováquia. Tiso aceitou essas mudanças em uma conversa posterior com Hitler.  Como resultado da conferência, foram criadas duas agências estatais para lidar com "assuntos judaicos".  

### Tuka e a perseguição aos judeus eslovacos
Em 3 de setembro de 1940, Tuka liderou a Assembleia Eslovaca para promulgar a Lei Constitucional 210, uma lei que autoriza o governo a fazer tudo o que for necessário para excluir os judeus da vida econômica e social do país.  Leis anteriores já os haviam retirado da participação política.  Em 24 de novembro daquele ano, Tuka e von Ribbentrop assinaram um protocolo entrando a Eslováquia em aliança com a Alemanha, Japão e Itália.  Em 1940, Dieter Wisliceny, um SS Hauptsturmführer, foi enviado a Bratislava para atuar como "conselheiro em assuntos judaicos" para o governo de Tuka.  Com Wisliceny, Tuka compôs a Portaria Judenkodex (Codex Judaicus, ou Código Judaico) de 9 de setembro de 1941, que compreendia 270 artigos negando de forma abrangente os direitos aos judeus eslovacos.   O Código era mais longo do que a Constituição eslovaca.  Exigia que os judeus usassem a estrela amarela, anulava todas as dívidas devidas aos judeus, confiscava propriedades judaicas e expulsava judeus de Bratislava, a capital eslovaca.
A Eslováquia foi o primeiro estado fora do controle direto da Alemanha a concordar com a deportação de seus cidadãos judeus. 

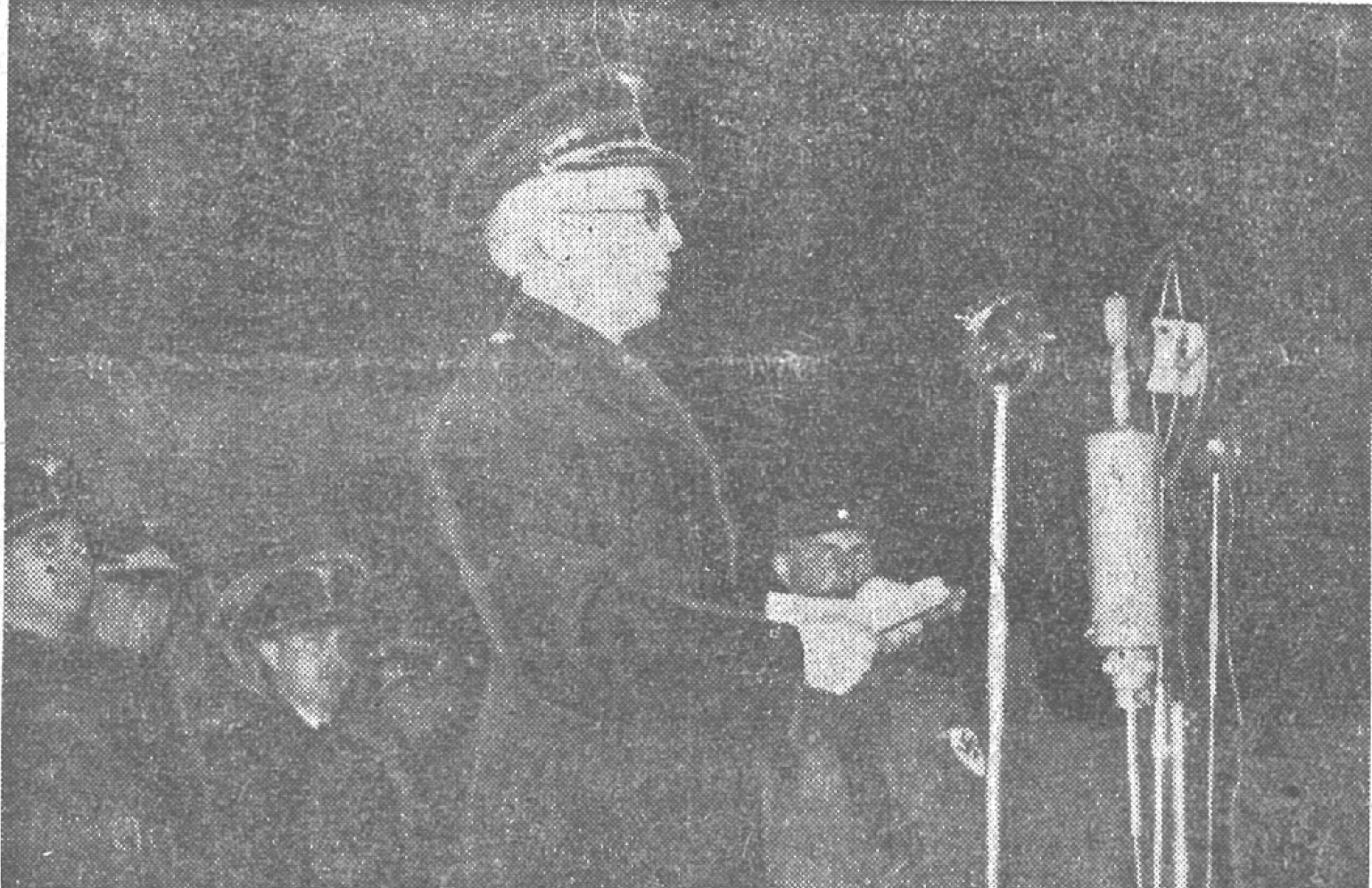
Vojtech Tuka discursa no 51° aniversário de Hitler em Bratislava

Em 1942, Tuka defendeu fortemente a deportação da população judaica da Eslováquia para os campos de concentração nazistas do leste. Juntamente com o ministro do Interior, Alexander Mach, Tuka, que foi vice-presidente do Partido Popular Eslovaco, incentivou uma cooperação cada vez mais estreita do partido com a Alemanha, apoiada pela Guarda Hlinka, sucessora da Rodobrana revivida por Tuka. Vinte mil judeus seriam deportados sob o esquema de reassentamento alemão, pelo qual o governo eslovaco pagaria quinhentos Reichsmarks por deportado.  Tiso estava perfeitamente ciente das deportações orquestradas por Tuka. Em 1942, Tiso fez um discurso em Holíč no qual justificou as contínuas deportações de judeus eslovacos. Hitler comentou após este discurso "É interessante como este pequeno padre católico Tiso está nos enviando os judeus!". 
A deportação de judeus eslovacos foi interrompida em outubro de 1942, por ordem do Conselho de Ministros eslovaco.  Várias razões para a decisão repentina foram apresentadas, incluindo a pressão do clero eslovaco.   Um relatório do Bratislava Sicherheitsdienst, a agência de inteligência da SS, afirmou que o motivo da parada repentina foi uma reunião convocada por Tuka em 11 de agosto de 1942. Naquela reunião, Tuka e o secretário-geral da União Industrial disseram aos ministros que a economia da Eslováquia não suportaria a deportação contínua de judeus, fazendo com que o Conselho ordenasse a suspensão.  Entre 25 de março e 20 de outubro de 1942, a Eslováquia enviou cerca de 57.700 judeus para campos de concentração nazistas.  No entanto, em setembro de 1944, a deportação dos judeus eslovacos foi retomada; no final da guerra, em abril de 1945, cerca de 13.500 judeus adicionais foram deportados. 

### Queda do poder e da morte

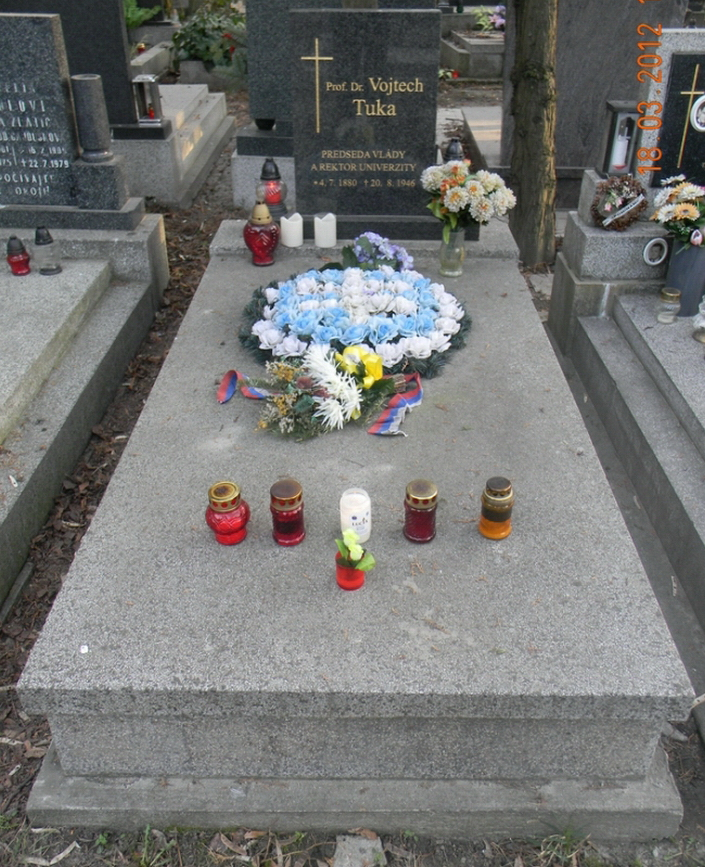
Túmulo de Tuka

Em 1943, a saúde de Tuka piorou a ponto de suas atividades políticas diminuírem significativamente e, no início de 1944, ele planejava sua renúncia. Após grandes negociações sobre seu sucessor, ele renunciou em 5 de setembro de 1944, poucos dias após a eclosão da Revolta Nacional Eslovaca. Como ele era primeiro-ministro na época, a renúncia envolveu todo o governo. Tuka foi substituído por Štefan Tiso (um parente distante do presidente Jozef Tiso). A partir de então, Tuka não participou mais da vida política eslovaca.
No final da guerra, já tendo sofrido um derrame que o obrigou a uma cadeira de rodas, emigrou junto com sua esposa, auxiliares de enfermagem e médico pessoal para a Áustria, onde foi preso pelas tropas aliadas após a capitulação da Alemanha e entregue aos funcionários da Tchecoslováquia renovada. Após um breve julgamento, Vojtech Tuka foi executado por enforcamento em 20 de agosto de 1946.

### Conta bancária suíça
Em 21 de julho de 1997, após dois anos de lobby, os líderes judeus eslovacos persuadiram o gabinete tcheco a devolver os bens pertencentes às vítimas eslovacas do Holocausto.  Naquele mês, a Associação Suíça de Banqueiros publicou uma lista de titulares de contas bancárias suíças da época da Segunda Guerra Mundial com contas inativas; a lista incluía o nome de Vojtech Tuka, de acordo com Simon Wiesenthal, que pediu que a conta de Tuka fosse entregue ao fundo suíço para vítimas dos nazistas. 
František Alexander, presidente executivo da Associação Central de Comunidades Religiosas Judaicas da Eslováquia, disse ao The Slovak Spectator que os fundos da conta devem ser alocados por um conselho internacional de justiça. Jozef Weiss, chefe do escritório da Associação, disse que a Associação não acreditava ter o direito legal ou moral de retirar dinheiro da conta privada de Tuka para pagar um erro cometido pelo governo eslovaco. Em vez disso, sugeriu Weiss, o dinheiro deveria ser usado para pagar a manutenção dos túmulos dos soldados eslovacos que morreram em vão lutando ao lado dos nazistas contra as forças de libertação russas na Frente Oriental. 
Ivan Kamenec, um historiador eslovaco da guerra, disse que os vários cargos de Tuka "foram todos muito bem pagos"; os cargos de ministro das Relações Exteriores e membro do comitê central do HSĽS pagavam mais de 10.000 coroas eslovacas por mês, disse ele. Embora Kamenec se recusasse a especular sobre o tamanho da conta inativa de Tuka, ele observou que as necessidades de vida de Tuka eram modestas. 